# 米勒德·汉普顿
米勒德·汉普顿（英語：Millard Hampton，1956年7月8日—），美国男子田径运动员，主攻短跑。他曾代表美国参加1976年夏季奥林匹克运动会田径比赛，获得一枚金牌和一枚银牌。